# The Source of Happiness
The Source of Happiness est un film muet américain réalisé par Frank Lloyd et sorti en 1915.

## Fiche technique
- Titre : The Source of Happiness
- Réalisation : Frank Lloyd
- Scénario : L.V. Jefferson
- Production : Carl Laemmle pour Universal Film Manufacturing Company
- Distribution : Universal Film Manufacturing Company
- Genre : Film dramatique
- Date de sortie :
  - États-Unis : 8 août 1915

## Distribution
- Charles Manley : Jonathan Rodd
- Millard K. Wilson : Frederick Rodd
- Gretchen Lederer : Olga
- Olive Carey : Ruth Margate